# الصديق الحميم (مقعد)
مقعد الصديق الحميم (بالفرنسية: Confident ؛ بالإنجليزية: Confidante) أو يسمى أيضا وجها لوجه، هو متكأ مزدوج على شكل حرف S، يمكّن لشخصين جالسين عليه بالحديث مع بعضهما دون إدارة رأسيهما. يرجع هذا النوع من الأثاث إلى القرن التاسع عشر، ويمكنه أيضا أن يكون ثلاثي الجهات، حيث يتكون في هذه الحالة على عدة حروف S مرتبطة ومتداخلة.

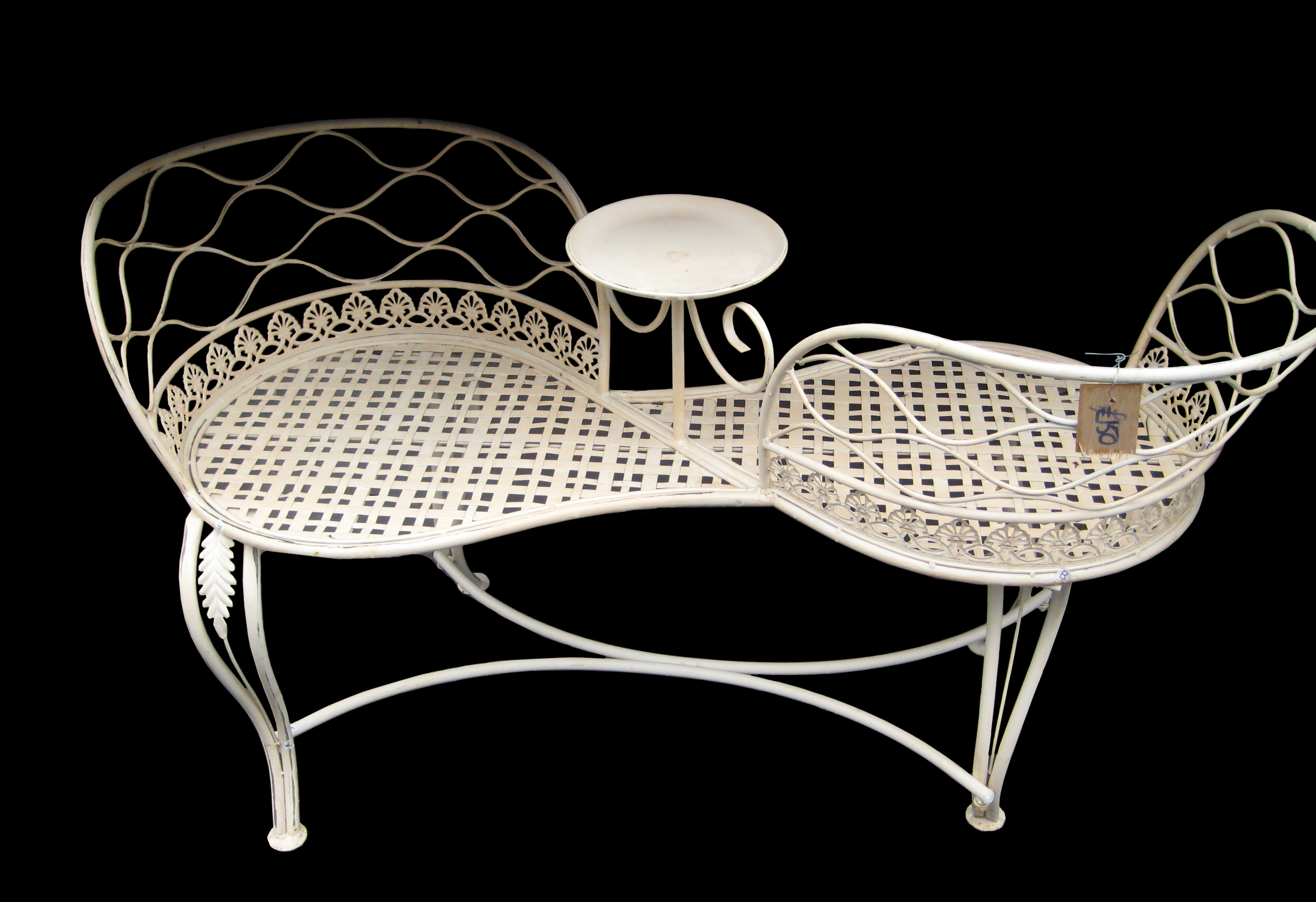
مقعد الصديق الحميم مخصص للحدائق.
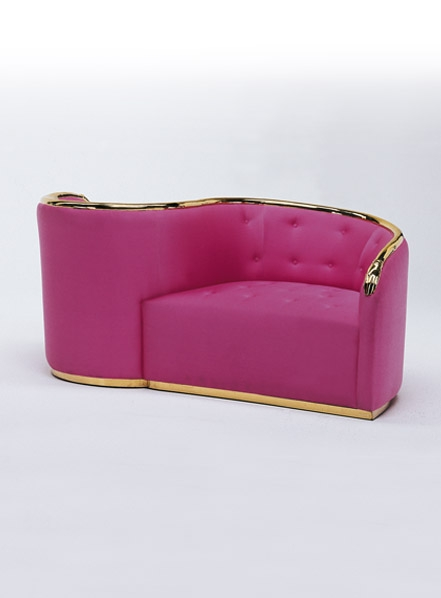
مقعد من طراز سلفادور دالي.

## مقالات ذات صلة
- متكأ
- كرسي
- طراز الإمبراطورية الثانية (أو نابليون الثالث).